# 江西泰豪动漫职业学院
江西泰豪动漫职业学院是位于中华人民共和国江西省南昌市南昌县的一所全日制民办职业大学，由泰豪公司持有。

## 历史沿革
学校肇始于2004年成立的江西泰豪科技专修学院，2008年，中华人民共和国教育部同意成立江西泰豪动漫职业学院。